# Сенат Римской империи

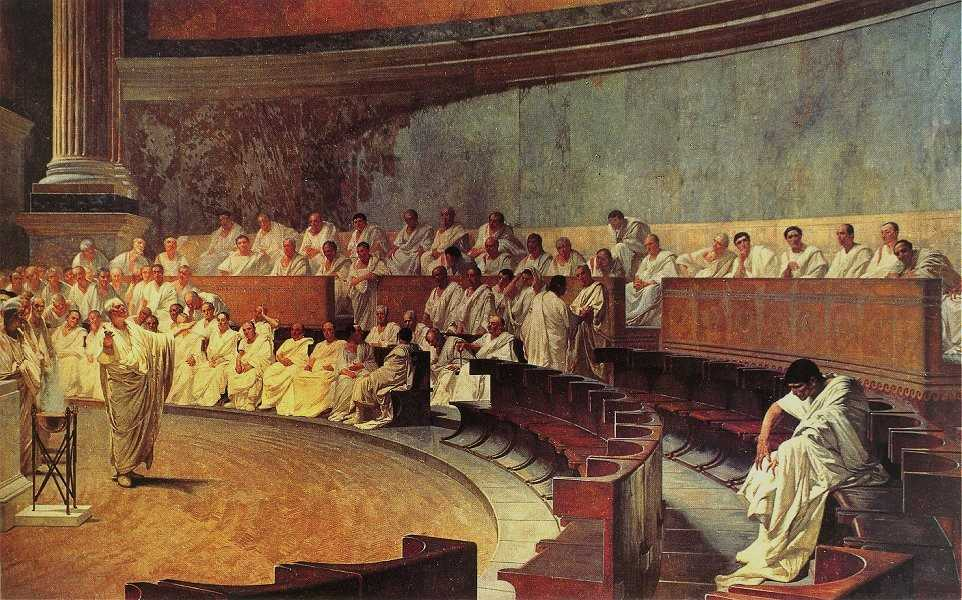
Заседание Сената

Сенат в Римской империи — совещательный орган при римском императоре.
Внешние формы, выработанные Сенатом для своих действий, сохранились, в целом, и при принципате, но значительно изменились состав и компетенция Сената. Во время перехода от республики к принципату Сенат значительно возрос в своем составе, вследствие неограниченности магистратских компетенций Гая Юлия Цезаря и других триумвиров.
Октавиан Август в два приема (в 29 и 18 годах до н. э.) свел число сенаторов до нормального, то есть до 600; и впоследствии он несколько раз пересматривал списки сенаторов. Регулярное пополнение Сената оставалось, однако, то же: как и прежде, в его состав вступали все бывшие магистраты; более точная нормировка прохождения магистратур привела к установлению минимального возраста для поступления в Сенат (не ранее 25-ти лет).
Влияние императора на состав Сената, кроме упомянутого пересмотра списков, ограничивалось его правом рекомендовать кандидатов в магистраты и принимать в состав Сената желательных ему лиц (adiectio), с дарованием им прав бывшего магистрата (консула, претора и т. д.). Наконец, он же следил за тем, чтобы сенатор имел установленный при Августе ценз в 100 тыс. сеет.
При Домициане цензорская власть, а следовательно и право изгонять из Сената, сделалась всецело прерогативой императоров. Влияние народа на состав Сената окончательно прекратилось, когда при Тиберии выбор магистратов перешёл к Сенату. Ещё важнее было изменение общего положения Сената. За Сенатом было признано фактически отвоёванное им у магистратуры право на управление государством; ему даже даны были новые прерогативы — судебная власть, право выбора магистратов, право законодательства, — то есть теоретически наряду с императорской властью была создана другая, делившая с нею компетенцию; ярче всего новое положение дел выражается в термине дгархия, предложенном Теодором Моммзеном. При всём том Сенат фактически потерял почти совершенно своё влияние на ход государственных дел, так как фактическая власть находилась в руках принцепса, имевшего право вмешиваться во все дела, входившие в состав и прежней, и новой компетенции Сената, и решать их по своему усмотрению. Из своих прежних прав Сенат формально сохранил своё право совета, но изменившееся положение дел освободило магистрата от обязательства испрашивать советы Сената. То, что составляло основу могущества Сената при республике — право совета в военных, иностранных и финансовых делах — фактически ушло от него, так как эти вопросы перестали в нём обсуждаться. Менее заметно, чем в военных и иностранных делах, это сказалось на финансовой компетенции.
Деление провинции на императорские и сенатские, признание за Сенатом права на распоряжение aerarium Saturni несколько завуалировали тот факт, что большинство финансовых дел постепенно, через выделение, перешли в руки принцепса. Из новых прав право уголовного суда, при фактической зависимости Сената от императора, теряло всякое политическое значение; право выбора магистратов и пополнение Сената было иллюзией, в виду права императора на commendatio и adiectio; право законодательства ограничивалось узкими рамками, важнейшие дела (отношения к внеримскому Миру, война, мир, договор и т. п.) перешли к императору; право дарования римского гражданства и право регулировки отношения общин к Риму также сосредоточилось в руках императора. Наконец, с сенатским законодательством могущественно конкурируют императорские эдикты и constitutiones, хотя формально они и не идентифицируются с законами. Все эти ограничения Сената ведут к тому, что роль его и политическая, и административная постепенно сводятся на нет; те области, где он ещё как будто сохраняет кажущийся суверенитет — то есть сенатские провинции и некоторые части финансового управления — постепенно уходят от него, вследствие стремления императоров нивелировать администрацию империи, и положение Сената после Диоклетиана есть только узаконение совершившегося факта. Теперь Сенат был уже даже не совещательным органом императорской власти, а только «местом публикации императорских законов». Рядом с этим он сохраняет ещё компетенцию городского совета двух столиц — Рима и Константинополя.